# As Tears Go By
"As Tears Go By" er en sang som blev skrevet af The Rolling Stones forsanger Mick Jagger og guitarist Keith Richards. Den blev mest kendt da den blev indspillet af den engelske sangerinde Marianne Faithfull i 1964 .
Sangen bliver betragtet som den første originale komposition af Jagger og Richards. Indtil det tidspunkt havde de optrådt med covers af blues musikere. Myten fortæller at sangens oprindelse skyldes, at The Rolling Stones daværende manager Andrew Loog Oldham låste Jagger og Richards inde i køkkenet, og tvang dem til at skrive en sang samme . Resultatet blev ”As Time Goes By”, som er titlen sangen Dooley Wilson synger i filmen Casablanca. Det var Oldham der ændrede det ”As Time Goes By” til ”As Tears Go By”. Oldham gav balladen (en genre som The Stones endnu ikke var kendt for) til Faithfull, dengang 17 år, til hendes plade som b-side. Succesen af pladen gjorde at pladeselskabet, Decca, ændrede sangen så den blev til a-siden, hvor den blev en meget populær single. Den blev nummer 4 på de engelske charts, og fastgjorde Faithfull som en stor sangerinde. 
The Stones indspillede deres egen version et år senere. Den findes som b-side til ”19th Nervous Breakdown”. Den var en af de tre sange som bandet optrådte med til deres første optræden på The Ed Sullivan Show.
Udover The Stones live optræden af sangen, er den også sunget live af Faithfull i selskab med guitarist Johnny Marr under en koncert på Royal Albert Hall for Linda McCartney i 1999 .
Det blev coveret af Nancy Sinatra i 1966 på hendes album ”Boots”  og P. P. Arnold i 1970, endnu en gang produceret af Andrew Loog Oldham. 

### Fodnote
1. ↑  YouTube – Broadcast Yourself
2. ↑  The Rolling Stones Biography
3. ↑  YouTube – Marianne Faithfull with Johnny Marr "As Tears go by"